# Цедри
Цедри (пол. Cedry) — село в Польщі, у гміні Стависьки Кольненського повіту Підляського воєводства.
Населення — 167 осіб (2011).
У 1975-1998 роках село належало до Ломжинського воєводства.

## Демографія
Демографічна структура станом на 31 березня 2011 року:
|          | Загалом | Допрацездатний вік | Працездатний вік | Постпрацездатний вік |
| -------- | ------- | ------------------ | ---------------- | -------------------- |
| Чоловіки | 83      | 21                 | 55               | 7                    |
| Жінки    | 84      | 19                 | 42               | 23                   |
| Разом    | 167     | 40                 | 97               | 30                   |